# Hayato Ikegaya
Hayato Ikegaya (japanisch 池ヶ谷 颯斗 Ikegaya Hayato; * 30. März 1992 in Sapporo) ist ein japanischer Fußballspieler auf der Position eines Mittelfeldspielers.

## Karriere
Ikegaya erlernte das Fußballspielen in der Schulmannschaft der Sapporo Daiichi High School und der Universitätsmannschaft der Kokushikan-Universität. Seinen ersten Vertrag unterschrieb er 2015 bei Mito HollyHock. Der Verein aus Mito spielte in der zweiten japanischen Liga. Für den Verein absolvierte er drei Ligaspiele. 2016 wechselte er auf Leihbasis zum Drittligisten Gainare Tottori. Nach der Ausleihe wurde er 2017 von Tottori fest unter Vertrag genommen. 2020 wechselte er zum Ligakonkurrenten YSCC Yokohama. Nach 43 Ligaspielen für den Verein aus Yokohama wechselte er im Januar 2022 nach Nagano zum ebenfalls in der dritten Liga spielenden AC Nagano Parceiro.